# Bovdurî, Brodî
Bovdurî (în ucraineană Бовдури) este un sat în comuna Șnîriv din raionul Brodî, regiunea Liov, Ucraina.

## Demografie
Componența lingvistică a localității Bovdurî
     Ucraineană (98,74%)
     Alte limbi (0,95%)
Conform recensământului din 2001, majoritatea populației localității Bovdurî era vorbitoare de ucraineană (98,74%), existând în minoritate și vorbitori de alte limbi.